# Rolf Lendzian
Rolf Lendzian (* 23. Juni 1940 in Gelsenkirchen) ist ein ehemaliger deutscher Fußballspieler.
Der im Sturm spielende Lendzian, der neben der Glückauf-Kampfbahn aufwuchs, kam zur Saison 1958/59 aus der Jugend des FC Schalke 04. In der Saison 1960/61 spielte er in der Oberliga West, wo er in neun Spielen vier Tore  für Schalke erzielte. 1961/62 wechselte Lendzian zum Sportclub Enschede in den Niederlanden, bei dem Helmut Rahn bereits eine Saison spielte.
Von 1963 bis 1965 spielte er in der Regionalliga West bei Rot Weiß Oberhausen (RWO).  Zwischen 1963 und 1965 absolvierte er 19 Spiele für die Kleeblätter und erzielte dabei 4 Tore. Bei RWO spielte er zusammen mit Helmut Laszig und Horst Poganaz. Die drei holten bereits 1958 mit Schalke die westdeutsche A-Jugendmeisterschaft.
Zur Saison 1965/66 kehrte er noch einmal zu den Königsblauen zurück, wobei er dabei kein Spiel mehr absolvierte, da er sich mit Trainer Fritz Langner überworfen hatte. Nach Königsblau folgte noch ein Jahr bei der STV Horst-Emscher, bevor er seine Karriere beendete.